# Емил Крепелин
Емил Крепелин (на немски: Emil Kraepelin) е германски психиатър.

## Научна дейност
По времето, когато излиза на медицинската сцена в края на XIX век, класификацията на психичните разстройства преживява период на объркване. Интересът му към психиатрията се оформя още когато е в медицинското училище. За известно време е свързан с Вилхелм Вундт в Лайпцигския университет. По това време Вундт се интересува от „новата“ психология и експериментира със сетивните функции и анализа на състоянията на съзнанието. На този фон на научните изследвания, Крепелин подхожда към проблема за психичните разстройства. Той вярва, че към тях трябва да се подходи научно, след като са предопределени. Смята, че психично разстроеният човек може да се възстанови или да не се възстанови по естествен път.
Чрез внимателно наблюдение на много пациенти и статистическата табулация на симптомите стига до извода, че съществуват две основни психични разстройства: деменция прекокс и манийно-депресивна психоза. По-нататък разделя тези разстройства на различни подвидове: деменция прекокс може да се раздели на хебефренна, кататонна и параноидна, докато манийно-депресивната психоза има много повече подразделения, в зависимост от редовността или нередовността на циклите на мания и депресия. В резултат на това става известен като „великия класификатор“ на психичните разстройства.
Общо взето, Крепелин разглежда причините за тези разстройства като предварително определени и предимно биологични по природа. Физиологичните фактори и малфункции на различните телесни органи, изглежда са значимите фактори, а не психологическите причини, издигани от много представители на френските школи и от Зигмунд Фройд.